# Victor Zvunka
Victor Zvunka, né le 15 novembre 1951 au Ban-Saint-Martin (Moselle), est un footballeur international français reconverti entraîneur.
Victor Zvunka est le frère cadet de Georges et de Jules Zvunka.

## Biographie
Victor Zvunka est issue d'une famille originaire de Hongrie, Slovaquie et Roumanie installée dans la région messine. De nationalité hongroise d'origine par son père, il est naturalisé français.

### Carrière de joueur
Il effectue l'essentiel de sa carrière de footballeur à l'Olympique de Marseille où il est, après Marius Trésor, le joueur non natif de Marseille étant resté le plus longtemps au club.
Il rejoint le Stade lavallois en 1981, pour deux ans. Il participe aux deux meilleures saisons du club mayennais, qui termine deux fois cinquième de D1 et remporte la Coupe d'été en 1982. En 2002, les supporters lavallois l'élisent dans les 22 joueurs du siècle.
Il termine sa carrière au Racing Club de Paris.
Dans les années 1980 il est membre du bureau de l'UNFP. Depuis septembre 1981 il est membre du Variétés Club de France, avec lequel il totalise treize buts. Toujours passionné par l'OM, il est le parrain d'un site sur l'histoire de ce club depuis 2006. En 2022, le magazine So Foot le classe avec son frère Jules dans le top 1000 des meilleurs joueurs du championnat de France, à la 276e place.

### Carrière d'entraîneur
Il est l'entraîneur qui lance Fabien Barthez en 1re division lors de la saison 1991-92 à Toulouse, malgré le désaccord de tout son entourage sportif.
Il est titulaire du DEPF depuis 1993.
Victor Zvunka connaîtra deux grands passages à la tête de la Berrichonne de Châteauroux. Lors du premier passage de 1993 à 1998, il décroche un titre de champion de National (en 1994) et un titre de champion de deuxième division (en 1997). En 2004, avec La Berrichonne de Châteauroux, il est finaliste de la Coupe de France face au Paris SG. Il est aussi l'entraîneur de l'équipe l'année suivante, lors de sa seule apparition en coupe d'Europe contre Club Bruges KV.
Le samedi 9 mai 2009, il remporte avec l'EA Guingamp la Coupe de France 2009 face au Stade rennais de Guy Lacombe et offre ainsi au club breton le premier titre national de son histoire. À la suite de la relégation de Guingamp, Victor Zvunka annonce le vendredi 14 mai qu'il ne sera plus l'entraîneur du club breton lors de la saison 2010-2011.
Il s'engage en juin 2010 avec le club portugais du Naval 1º de Maio. Il en est licencié pour manque de résultat en septembre 2010.
Le 31 janvier 2011 il retourne en France pour entraîner l'AS Cannes, équipe évoluant en National.
En août 2011, il s'engage avec la JS Saint-Pierroise à La Réunion. En début d'année 2012, il est limogé et remplacé par Noël Tosi.
Le 1er juin 2012, il est nommé entraîneur du Nîmes Olympique, tout juste promu en Ligue 2. Il signe un contrat de deux ans en remplacement de Thierry Froger. Il est démis de ses fonctions le 19 décembre 2013.

Victor Zvunka, entraîneur de la Berrichonne lors de la finale de coupe de france 2004

Après un passage en Algérie, il rejoint l'AC Arles-Avignon, alors dernier de Ligue 2 et avec neuf points de retard sur le premier non relégable.
En décembre 2015, il est engagé par le club guinéen du Horoya AC.
Le 7 octobre 2019, il est nommé au poste d’entraîneur principal du SC Toulon, club évoluant en National (troisième division française) mais ne peut éviter la relégation en National 2 avec une seule victoire et la saison arrêtée avec la crise sanitaire.
Le 10 juin 2021, il est nommé au poste de directeur sportif du Coton Sport Football Club de Ouidah, club évoluant au Bénin.

## Palmarès de joueur

### En club
- Vainqueur de la Coupe de France en 1976 avec l'Olympique de Marseille
- Vice-champion de France en 1975 avec l'Olympique de Marseille

- Vainqueur de la Coupe d'été en 1982 avec le Stade lavallois

### En équipe de France
- Une sélection en 1975

## Palmarès d'entraîneur
- Champion de Guinée en 2016, en 2017 et en 2018 avec Horoya AC
- Vainqueur de la Coupe de France en 2009 avec l'EA Guingamp
- Vainqueur de la Coupe de Guinée en 2016 et en 2018 avec Horoya AC
- Champion de France de Division 2 en 1986 avec le RC Paris et en 1997 avec LB Châteauroux
- Champion de France de National 1 en 1994 avec LB Châteauroux
- Finaliste de la Coupe de France en 2004 avec LB Châteauroux